# Rick May
Richard James May (Bassano, 21 de setembro de 1940 – Seattle, 8 de abril de 2020) foi um dublador, ator teatral, diretor e professor americano-canadense. May forneceu a voz em inglês para Peppy Hare e Andross em Star Fox 64, o Soldier em Team Fortress 2, e Dr. M em Sly 3: Honor Among Thieves, entre outros personagens de videogame. Ele também interpretou o inspetor Lestrade no programa de rádio de longa duração The Further Adventures of Sherlock Holmes de 1998 a 2020.

## Vida
May nasceu em 21 de setembro de 1940. Cresceu em Washington e no Canadá. May frequentou a Roosevelt High School em Seattle e a St. Olaf College em Northfield, Minnesota. Ele se naturalizou cidadão americano em 1960. 

## Carreira
Começou sua carreira no show business quando criança, primeiro com fantoches e depois como ventríloquo, para atos de mágica. Sua carreira teatral formal começou há na Roosevelt High School de Seattle, onde ele apareceu pela primeira vez no palco em Heaven Can Wait.
Depois de frequentar o St. Olaf College em Minnesota, May serviu nas forças armadas dos Estados Unidos e esteve no Japão, onde coordenou shows da USO em Tóquio e trabalhou com Bob Hope e Danny Kaye. May voltou para a área de Seattle para servir como diretor do Renton Civic Theatre e Civic Light Opera em Renton, Washington. Em uma produção do Cotton Patch Gospel em Renton, May interpretou todos os 21 papéis com uma variedade de vozes. Ele se aposentou do Renton Civic Theatre em 2001 para começar sua própria companhia de teatro em Kirkland, Washington, e se tornar um ator em tempo integral.
Ele começou a dublar em videogames no final dos anos 1990, incluindo papéis como Peppy Hare e Andross em Star Fox 64; vários personagens de campanha, incluindo Genghis Khan, em Age of Empires II; e o Soldier em Team Fortress 2.
De 1998 a 2020, Rick May interpretou o inspetor Lestrade na série de rádio do Imagination Theatre, The Further Adventures of Sherlock Holmes . Ele também interpretou Lestrade na série de rádio The Classic Adventures of Sherlock Holmes, e desempenhou vários papéis em outros dramas de rádio do Imagination Theatre. Os dois últimos episódios de The Further Adventures of Sherlock Holmes com May foram gravados no final de 2019, e foram transmitidos pela primeira vez em maio de 2020. Rick May desempenhou o papel de Inspetor Lestrade por mais tempo do que qualquer outro ator na história da radiodifusão.

## Morte e tributos
May sofreu um derrame em fevereiro de 2020 e foi transferido para uma casa de repouso para reabilitação. Em 8 de abril de 2020, foi relatado que May havia morrido de complicações relacionadas ao COVID-19 no Centro Médico Sueco em Seattle.
Em 1º de maio de 2020, a Valve lançou uma atualização para o Team Fortress 2 adicionando uma homenagem ao trabalho de voz de May como o Soldier na forma de um novo tema do menu principal intitulado "Saluting The Fallen" (uma versão de "Taps") e bloqueio a imagem do personagem no menu principal para o Soldier. A atualização também adicionou estátuas do Soldier saudando a maioria dos mapas oficiais do jogo. Todas essas estátuas apresentavam uma placa comemorativa dedicada a maio e permaneceram nos mapas até 1º de junho. As estátuas reapareceram nos mesmos locais em 12 de abril de 2021 e 2022. As estátuas emitem uma série de linhas de voz pré-selecionadas do Soldier quando abordadas. Em 21 de agosto de 2020, um memorial de homenagem permanente foi colocado, na forma de uma estátua de Soldado, e cabeças em cima do muro em frente à estátua do Soldado, no mapa "cp_granary", que é o cenário do Team Fortress 2 vídeo "Meet The Soldier".
Muitos jogadores da comunidade prestaram homenagem à morte de May no jogo, onde emotes e falas foram tocadas em sua homenagem. Na maioria dos servidores, uma trégua foi convocada para ambos os lados para prestar homenagem ao ator, e salvas de 21 tiros foram disparadas no mapa 2Fort. Além disso, vários curtas animados no Source Filmmaker foram criados e enviados pela comunidade do Team Fortress 2 em homenagem a May. Em 20 de dezembro de 2024, a Valve lançou um novo quadrinho do Team Fortress 2 dedicado a May.

## Teatro
| Título                                            | Papel              | Notas        |
| ------------------------------------------------- | ------------------ | ------------ |
| Júlio César                                       | Brutus             | [ 5 ] [ 12 ] |
| 1776                                              | Benjamin Franklin  | [ 5 ] [ 12 ] |
| Fiddler On The Roof                               | Tevye              | [ 5 ] [ 12 ] |
| Death Of A Salesman                               | Willy Loman        | [ 5 ] [ 12 ] |
| Pigmalião                                         | Alfred Doolittle   | [ 5 ] [ 12 ] |
| Bully!                                            | Theodore Roosevelt | [ 5 ] [ 12 ] |
| O Leão no Inverno                                 | Rei Henrique II    | [ 5 ] [ 12 ] |
| The Further Adventures of Sherlock Holmes (rádio) | Inspetor Lestrade  | [ 5 ] [ 12 ] |

## Filmografia

### Videogames
| Ano  | Título                     | Dublagem     | Notas  |
| ---- | -------------------------- | ------------ | ------ |
| 1997 | Star Fox 64                | Peppy Hare   | [ 12 ] |
| 1997 | Star Fox 64                | Andross      | [ 12 ] |
| 1999 | Age of Empires II          | Genghis Khan | [ 12 ] |
| 2005 | Sly 3: Honor Among Thieves | Dr. M        | [ 12 ] |
| 2008 | Team Fortress 2            | Soldier      | [ 12 ] |

### Filmes
| Ano  | Título             | Papel          | Notas  |
| ---- | ------------------ | -------------- | ------ |
| 1973 | American Graffiti  | Boy in the Car | [ 25 ] |
| 1982 | Frances            | Policeman      | [ 25 ] |
| 1988 | The Chocolate War  | Doctor         | [ 25 ] |
| 1990 | Child In The Night | Captain Hook   | [ 25 ] |

### Animações
| Ano  | Título           | Dublagem | Notas                            |
| ---- | ---------------- | -------- | -------------------------------- |
| 2007 | Meet The Soldier | Soldier  | Curta animado de Team Fortress 2 |